# Hyalenna minna
Hyalenna minna is een vlinder uit de familie Nymphalidae. De wetenschappelijke naam van de soort is voor het eerst geldig gepubliceerd in 1902 door William Schaus.